# Zweigen Kanazawa
Zweigen Kanazawa (japonsky ツエーゲン金沢) je japonský fotbalový klub z města Kanazawa hrající v J3 League. Klub byl založen v roce 1956 pod názvem Kanazawa SC. V roce 2014 se připojili do J.League, profesionální japonské fotbalové ligy. Svá domácí utkání hraje na Ishikawa Athletics Stadium.